# Hezbe Wahdat
Hezb-e Wahdat-e Islami Afghanistan (Forkortet Hezbe Whadat (HW)) er et politisk parti i Afghanistan. HW er det største Shiaparti i Afghanistan. Hovedparten af partiets opbakning stammer fra medlemmer af den etniske gruppe Hazaraer som beskyttede sig selv i kampen mod det tidliger afghanske styre under den afghanske borgerkrig i starten af 90'erne. 
HW var med til at bekæmpe den sovjetiske invaion i Afghanistan. De hjalp også med at afsætte det kommunistiske styre i Kabul. Da en ny regering, ledet af Jamiat-e-Islami Afghanistan partiet overtog magten, blev wahdat partiet nægtet alle former for politisk repræsentation i kabinetet.
Efter installeringen af en ny regering, efter 11. September kampene, fik Whadat endelig politisk indflydelse.
Hezbe Wahdat består hovedsagelig at Hazaraer og mange har den opfattelse, at alle Hazaraer er medlemmer af – eller støtter op om – Hezbe Wahdat, hvilket absolut ikke er tilfældet. 
| Politik | Spire Denne artikel om politik og ideologi er en spire som bør udbygges. Du er velkommen til at hjælpe Wikipedia ved at udvide den. |